# Jersey Schaakfederatie
De Jersey Schaakfederatie (Engels: Jersey Chess Federation) is de schaakbond voor het eiland Jersey, een van de Britse eilanden in Het Kanaal. De schaakbond is in 1995 opgericht. De huidige president van de schaakbond is Tony Fulton.